# Death Busters
Los Death Busters (デスバスターズ Desu Basutāzu?) también llamados Los Destructores de la Muerte o Los Cazadores de la Muerte en la versión latinoamericana y La Asociación de Brujas Impías en el doblaje de España, es un grupo de villanos ficticios creados por Naoko Takeuchi para el tercer arco de la serie de manga y anime Sailor Moon. Aparecen en el tercer arco argumental del manga original (conocido popularmente por el nombre de "arco Infinito"), así como también en la temporada Sailor Moon S de la serie de anime de los años 90 y en la temporada 3 de Sailor Moon Crystal. Retratados como una organización clandestina cuyo objetivo es entregar la Tierra a la criatura alienígena conocida como Faraón 90; todos sus planes dependen del hallazgo de tres misteriosos talismanes legendarios. La autora de la serie, Naoko Takeuchi, basó dichos talismanes en los tres Tesoros Imperiales del Japón.
El grupo está dirigido por el profesor Tomoe, quien es asistido por una mujer llamada Kaolinite. Ellos dos emplean a otras cinco mujeres, las Brujas 5, para llevar a cabo sus planes. Su base de operaciones es el Colegio Mugen, también llamado Colegio Infinito, donde tienen un laboratorio subterráneo secreto. Este colegio se encuentra en un barrio ficticio de la ciudad de Tokio, el barrio Mugen o barrio Infinito, que en el manga es denominado por los Death Busters como Área Omega, es decir, "Área del principio del fin".
Las actividades malévolas de este grupo pronto son descubiertas por la heroína de la serie, Sailor Moon, quien trata de detenerlos con ayuda de sus amigas, las Sailor Senshi.

## Historia
Tanto en el manga de Sailor Moon como en las adaptaciones de anime, los Death Busters o "Cazadores de la Muerte" son mostrados como un tipo de organización secreta y clandestina; la cual se dedica a realizar los planes de unos demonios extraterrestres que desean apoderarse del planeta Tierra. Para esto, sus integrantes deben cumplir la misión que les ha sido encomendada por el líder de los extraterrestres; llamado "Pharaoh 90 (o Faraón 90)". La tarea más urgente de los Death Busters es encontrar tres "talismanes" dotados de grandes cualidades sobrenaturales; cuyo poder tiene la facultad de decidir el éxito o fracaso de todos sus planes. Mientras tanto, varios miembros del grupo actúan como profesores y estudiantes en el colegio Mugen; donde los Death Busters tienen su base de operaciones en un laboratorio subterráneo. Allí realizan experimentos secretos, creando monstruos para atacar a seres humanos. Estos monstruos son también caracterizados como seres de origen alienígena, los cuales reciben el nombre de "Daimons" o "Daimones" (ダイモーン Daimon?, conocidos como "Demonios" o "Dimones" en algunos doblajes). El creador de la organización es un científico conocido como "el profesor Tomoe"; quien crea a cada uno de estos Daimons utilizando las semillas o huevos de demonio que los extraterrestres le han entregado. Tomoe, además, busca revivir a uno de los extraterrestres oculto dentro del cuerpo de su propia hija: la pequeña Hotaru Tomoe. Más adelante, se muestra que la criatura dentro del cuerpo de la niña es una malévola mujer alienígena, así como la mano derecha de Faraón 90: Mistress 9. Mistress 9 es elegida para poner en marcha la conquista final de toda la Tierra, y (según las versiones) es conocida por ellos como "el enviado del mal".
Al inicio de la temporada, sin embargo, los Death Busters pronto se encuentran con un nuevo obstáculo al ser descubiertos por Sailor Moon y las Sailor Senshi. Una vez que logran localizar los ansiados talismanes en poder de tres nuevas justicieras (Sailor Uranus, Neptune y Sailor Pluto), estos invocan un cuarto objeto conocido como la Copa Lunar; la cual puede otorgar a Sailor Moon nuevos poderes para derrotar a Faraón 90, así como a los otros miembros de los Death Busters.

### Versiones
La saga de los Death Busters gira en torno a cuatro objetos místicos llamados "Los Tres Talismanes" (魔具 / タリスマン Magu / Tarisuman?, "Armas mágicas" / Talismanes") y "La Copa Lunar" (ムーン・カリス mūn karisu?), conocida como "Santo Grial" (聖杯 Seihai?). Los tres talismanes consisten en el "Espejo de Aguas Profundas" de Sailor Neptune (ディープ・アクア・ミラー dīpu akua mirā?, gairaigo del wasei eigo "Deep Aqua Mirror"), la "Espada del Espacio" de Sailor Uranus (スペース・ソード supēsu sōdo?, gairaigo del wasei eigo "Space Sword"), y el "Orbe Granate" de Sailor Pluto (ガーネット・オーブ gānetto ōbu?, gairaigo del wasei eigo "Garnet Orb"). Si bien los tres talismanes tienen el poder de invocar la Copa Lunar; cada uno de estos objetos posee, a su vez, sus propias propiedades mágicas.
Las funciones y orígenes de estos objetos varían según cada versión de la serie. 

#### En el manga
En el manga y en Sailor Moon Crystal, los Death Busters son unos demonios extraterrestres que se han infiltrado en la ciudad de Tokio de manera secreta; tomando el disfraz de personas comunes, mientras roban los cuerpos junto con las almas de los seres humanos. Su objetivo es reunir suficiente energía de los humanos para revivir a su amo, Faraón 90 o Pharaoh 90; quien se encuentra débil y requiere de dicho sustento para apoderarse de la Tierra. El principal aliado de los extraterrestres es un malévolo científico humano, llamado el profesor Tomoe; quien los asiste con sus experimentos, y cuyo laboratorio les sirve como escondite y base de operaciones. 
Con el tiempo, los alienígenas reciben una especie de visión profética; sobre Tres Talismanes capaces de destruir a toda su raza. Entonces deciden buscar los talismanes y eliminarlos, para evitar que la predicción se realice. Asimismo, las Sailor Senshi (defensoras de la Tierra) descubren que los Talismanes pueden traer la destrucción total al invocar al "dios de la ruina"; un ser que despertará para devastar al mundo. Por esta razón, ambos bandos buscan los Talismanes con el fin de prevenir que todo eso ocurra; mientras luchan el uno contra el otro por el control del destino final del mundo.
Para vencer a los Death Busters, Sailor Moon y los suyos luchan con varios de sus subordinados: unas mujeres conocidas como las Brujas 5, quienes combaten con ayuda de unos monstruos llamados "daimons". Finalmente, se descubre que los Tres Talismanes se encuentran en poder de Sailor Uranus, Sailor Neptune y Sailor Pluto, y que ambas profecías recibidas por los dos bandos se refieren al poder de estos para invocar a Sailor Saturn; una guerrera capaz de devastar al planeta Tierra. De acuerdo a las justicieras, esto ya había ocurrido antes, en una ocasión; en los tiempos de su vida pasada en una antigua civilización conocida como el Reino de la Luna, o primer reino del Milenio de Plata. Este reino, que en tiempos remotos se hallaba en la Luna (y que habría sido, alguna vez, el hogar primario de varias de las Sailor Senshi) fue víctima de una gran guerra con los habitantes de la Tierra; lo que dejó a ambos reinos completamente devastados. Fue entonces que los tres talismanes que se hallaban en posesión de Sailor Uranus, Neptune y Sailor Pluto, se reunieron e invocaron a Sailor Saturn para que ésta destruyera lo que quedaba de vida en los planetas del Sistema Solar; iniciando el camino de la evolución terrestre nuevamente desde el principio.
Según se cuenta, los talismanes invocan a Sailor Saturn cuando el mundo llega a su fin; una vez que un mundo ha iniciado el camino hacia su propia destrucción. Es entonces cuando ella debe aparecer, para destruir lo que queda de ese mundo, y así darle a éste la oportunidad de renacer. La misión de Sailor Moon y los suyos sería entonces, en resumidas cuentas, la de detener a los Death Busters para evitar que su maléfica influencia sobre el planeta active este poder oculto de los Tres Talismanes; algo que podría actuar como disparador para la necesidad de una nueva (y devastadora) intervención de Sailor Saturn. Sin embargo, algo que tanto los Death Busters como las Sailor Senshi desconocen es que los tres talismanes son también capaces de otorgar nuevos poderes a la principal protectora del planeta Tierra, Sailor Moon. Durante una de las batallas contra el grupo de los Death Busters, cuando ella empieza a sentirse especialmente abatida, estos objetos reaccionan en respuesta para crear "casi accidentalmente" la Copa Lunar; objeto que proporciona a Sailor Moon los poderes necesarios para enfrentar a estos oponentes, durante toda la saga.
Por último, otra diferencia respecto a Sailor Moon S es que en esta versión, correspondiente al manga y a Sailor Moon Crystal, los tres talismanes no se encuentran en el interior de las almas de tres personas, sin su conocimiento; sino que son expresa propiedad de Sailor Uranus, Neptune y Pluto. Ellas los tienen en su poder y hacen uso de estos, como herramientas de combate, desde el principio; tal y como lo hacían en los tiempos del antiguo Milenio de Plata.

#### En el primer anime
En la saga de Sailor Moon S de la primera adaptación animada, que fue posterior al manga, la organización de los Death Busters busca los citados Tres Talismanes. Según su leyenda, una vez reunidos los talismanes, estos servirían para invocar un cuarto objeto, conocido como la "Copa Lunar"; la cual es capaz de otorgar grandes poderes a quien la posea. Los Death Busters desean adueñarse de ella para dársela a Mistress 9; un ser maligno que puede traer a la Tierra al poderoso líder alienígena al que sirven, Pharaoh 90 (o Faraón 90), y así conquistar el planeta Tierra. En cambio, la justiciera protagonista de la serie, Sailor Moon, puede utilizar la Copa Lunar para obtener el poder con el cual vencer definitivamente a estos seres.
Los tres talismanes buscados se encuentran escondidos de manera "mística", dentro de las almas de tres seres humanos cuya identidad se desconoce. Están alojados en una parte de su alma llamada "cristal del corazón puro" (ピュアなハートの結晶 / 純な心 / ピュアな心 Pyuana hāto no kesshō  / Pyuana kokoro?), la cual (normalmente) permanece invisible. Casi todas las personas poseen un alma con un cristal del corazón puro, sin embargo; por lo que los Death Busters (y sus subordinadas, las Brujas 5) se ven obligados a enviar a sus monstruos, los "daimons", a atacar a numerosas personas al azar, una por una, para extraer sus cristales y revisarlos. Las Sailor Senshi, por su parte, combaten a los Death Busters para salvar a estas víctimas y prevenir que la Copa Lunar caiga en su poder.
Al mismo tiempo, además, las Sailor Senshi deben encontrar a la reencarnada Sailor Saturn, guerrera de la destrucción que podría destruir el mundo, y evitar que ésta use sus terribles poderes para que dicha destrucción suceda.

## Miembros

### Pharaoh 90
Master Pharaoh 90  (師・ファラオ90 Masutā Farao 90?), o "Faraón 90", es una malévola entidad extraterrestre proveniente del "Sistema Estelar Tau"; más detalles sobre sus orígenes son desconocidos. Es el líder de una raza de seres demoníacos extraterrestres que planean conquistar el mundo. Para preparar esto, Faraón 90 se sirve de varios agentes subordinados, tanto humanos como extraterrestres. Entre ellos, el más poderoso de todos resulta ser una malévola mujer alienígena, conocida como Mistress 9.
Retratado de forma diferente en las distintas versiones de la serie, Faraón 90 aparece por primera vez en el acto 24 del manga original (equivalente al acto 27 en la edición renovada), en el capítulo 125 de Sailor Moon S, y en el episodio 27 de Sailor Moon Crystal.
- Manga

En el manga y en Sailor Moon Crystal se muestra que Faraón 90 llegó secretamente a la Tierra varios años atrás, por medio de un gran relámpago. En dicha ocasión, trajo consigo los "huevos de demonio" que contenían a sus seres subordinados (entre los cuales se hallaba su propia y convaleciente "compañera", la alienígena Mistress 9). Esto sucedió cuando Hotaru Tomoe tenía ocho años. Mientras el Profesor Tomoe y su secretaria Kaolinite trataban de "reconstruir" el cuerpo de Hotaru (el cual había quedado destrozado luego de un incendio), el relámpago cayó sobre el laboratorio donde estaban trabajando. En ese momento, uno de los huevos de Faraón 90 tomó posesión del cuerpo de Kaolinite; mientras que el propio Tomoe se comprometió a ayudarlos a esparcir estos "huevos parásitos", voluntariamente.
Su papel en esta versión es más protagónico y desde el principio se comunica con Kaolinite y Tomoe regularmente; a través de un espejo de agua escondido en la parte superior de la Academia de Infinity o Colegio Mugen. El propio Faraón 90 se encuentra oculto en el edificio de esa institución. Tiene la apariencia de una nube oscura con dos luces por ojos, que surge de una cueva desde la penumbra. Dotado con el don de la profecía, le es revelado que tres talismanes legendarios podrían traer la destrucción de toda su raza; por esto, durante la larga convalecencia de Mistress 9, decide confiarle a otra de sus subordinadas (Kaolinite) la delicada misión de encontrarlos y eliminarlos.
La meta de este ser es la de cubrir al planeta Tierra y asimilarlo dentro de sí mismo como su nueva morada. A lo largo de la saga, este proceso se conoce como "la utilización". Después de esto tratará de integrarlo a su sistema planetario natal, "Tau", para lo cual requiere que Mistress 9 abra un portal entre la Tierra y el Sistema de Tau. Cuando aparece por primera vez, Faraón 90 está débil y depende de la fuente de vida del sistema Tau, el Cristal Taioron. Su estado precario se debe a que desde hace tiempo el cristal ha estado perdiendo su poder, mientras que las almas humanas que le han dado en su lugar le son insuficientes como nueva fuente de sustento. Pero pronto encuentran el sustituto ideal cuando Mistress 9 se entera de la existencia del Cristal de Plata.
Tras despertar de su letargo, Mistress 9 es capaz de robar el Cristal de Plata de Chibiusa y entregar su poder a Faraón 90; quien "resucita" y surge desde el interior del colegio, manifestándose como una gran masa de lava negra que empieza a cubrir la ciudad entera. El objetivo de esta masa es extenderse hasta cubrir toda la Tierra, para así asimilar el planeta. Sailor Moon lo describe como la profunda oscuridad de la muerte. Los ataques iniciales de las Sailor Senshi solo logran darle energía, haciéndolo más fuerte. Por esto, Sailor Pluto, Neptune y Uranus se ven obligadas a crear una barrera que le impida seguir expandiéndose más allá de las fronteras de la ciudad.
Una vez que todos los ataques de las Sailor Senshi se prueban inefectivos, Sailor Moon se lanza dentro de la masa negra, con la intención de desatar el poder conjunto de su Cristal de Plata y del Santo Grial (o Copa Lunar) desde el interior, y así poder aniquilarlo. Esta maniobra parece causar una reacción en los tres Talismanes, que resuenan invocando al "dios de la destrucción" anunciado en las profecías de Faraón 90, Sailor Saturn. 
Sailor Saturn surge del interior de la frente gigantesca de Mistress 9, lo que acaba destruyendo a Mistress 9 casi por completo. A continuación, con su ataque "Death Reborn Revolution" drena la energía de Faraón 90 y los envía de vuelta al sistema Tau a él y al cuerpo de Mistress 9. Sailor Pluto, a continuación, utiliza la piedra granate de su báculo del Tiempo para sellar la Puerta del Tiempo detrás de ellos de forma permanente. Esto es para que Faraón 90 no pueda volver a la Tierra jamás. 
Al igual que todos los villanos principales en el manga, se reveló más tarde que Faraón 90 era una encarnación o criatura nacida de Chaos, el enemigo final de la serie.
- Primer anime

En la saga de Sailor Moon S del primer anime, Faraón 90 es una colosal criatura alienígena que finalmente llega a la Tierra desde el espacio exterior, hacia el final de la tercera temporada. Aparece como una especie de enorme y monstruoso ojo negro (similar a una gran esfera con tentáculos), el cual es traído a la Tierra por Mistress 9; por medio de la inmensa cantidad de energía que ésta ha robado a la Copa Lunar de Sailor Moon. Descrito como una poderosa forma de vida energética, pero de identidad y orígenes desconocidos, no tiene diálogos y se desconoce cómo ha sido capaz de mantenerse en contacto con Germatoid, Mistress 9 y los otros personajes durante el transcurso de toda la saga. El Libro conmemorativo del 20º aniversario de "Bishōjo Senshi Sailor Moon" (publicado oficialmente por Kodansha) revela que fue esta entidad quien envió a sus subordinados Mistress 9  y Germatoid a infiltrarse en la Tierra, adueñándose de los cuerpos del profesor y de Hotaru Tomoe. El mismo también revela que, en esta versión, Germatoid es un títere creado por el propio Pharaoh 90.
Una vez que Faraón 90 aterriza en la ciudad de Tokio, el espíritu de Sailor Saturn entra dentro de él para derrotarlo. Sailor Moon sigue a Sailor Saturn hacia las profundidades del monstruo, y los poderes combinados de las dos lo destruyen desde el interior; quedando solo un gran cráter en el lugar donde éste estaba. La batalla de Sailor Moon y Sailor Saturn contra Pharaoh 90 solo se muestra en algunas escenas fragmentadas; pero una vez terminada ésta, varios personajes comentan que la malvada entidad ha sido derrotada para siempre.

### Mistress 9
Mistress 9 (ミストレス９ Misutoresu 9?, también llamada "Maestro 9" en el doblaje de España o "Dama 9" en el doblaje latino) es la entidad alienígena albergada en el cuerpo de Hotaru Tomoe durante la mayor parte de la tercera temporada. Caracterizada como una de las líderes de los extraterrestres que se han infiltrado en el planeta Tierra, es identificada como la "compañera" de Faraón 90. Sólo en la adaptación Sailor Moon S, recibe el funesto alias de "mesías del silencio" (沈黙のメシア Chinmoku no meshia?, que fue traducido en algunas versiones como "el enviado del mal"). Poco después de llegar al planeta Tierra, Mistress 9 fue introducida secretamente, como un parásito, en el interior del cuerpo de Hotaru; tras lo cual pasó algunos años sumida en un profundo letargo. A causa de su presente estado de debilidad, se halla en un profundo sueño del que solo despierta por breves períodos, durante los cuales Hotaru parece experimentar un extraño cambio de personalidad.
Cuando Mistress 9 controla su cuerpo, Hotaru empieza a actuar de manera fría y, a veces, incluso amenazante. Con frecuencia, Mistress 9 también manifiesta a través de ella sus poderes sobrenaturales; pero una vez que Hotaru es liberada, no es capaz de recordar nada de lo ocurrido con claridad. Ella ignora la presencia de Mistress 9 dentro de su cuerpo, por tanto no puede explicar los numerosos hechos extraños que ocurren a su alrededor. Por esta razón no es muy popular entre sus compañeros de clase, que le temen y se alejan.
Sin embargo, en todas las versiones de la serie, la propia Mistress 9 se da a conocer hacia el final de la temporada. Tras ganar el control absoluto sobre el cuerpo de Hotaru, pone en marcha la conquista final de todo el planeta Tierra, en favor de Faraón 90. Para ello asume la apariencia de una especie de versión "adulta" de la niña; apareciendo como una malévola mujer de largos cabellos negros en el acto 30 del manga original (equivalente al acto 33 en la edición renovada), en el episodio 123 de Sailor Moon S y en el episodio 34 de Sailor Moon Crystal, respectivamente. 
- Manga

En el manga y en Sailor Moon Crystal, Mistress 9 es caracterizada como la segunda extraterrestre más poderosa así como la "compañera elegida" de Faraón 90; un puesto que le es secretamente disputado por una de sus propias subordinadas, Kaolinite. Al llegar al planeta Tierra, el huevo que contenía a una convaleciente Mistress 9 fue entregado por Faraón 90 al profesor Tomoe; quien lo introdujo secretamente en el cuerpo de su pequeña hija, Hotaru. Con el tiempo, Mistress 9 logra recuperarse de su debilidad y tomar control total del cuerpo de Hotaru por su cuenta; para robarle el alma a Chibiusa junto con su Cristal de Plata. Inmediatamente entrega la poderosa energía del cristal a Faraón, y gracias a esto él puede dar inicio a su plan de adueñarse del planeta. Finalmente, el alma de Hotaru logra escapar, abandonando su cuerpo controlado por Mistress 9 para devolver el alma y cristal de regreso a Chibiusa. Mientras tanto, Mistress 9 se vuelve gigantesca; revelando su monstruosa forma alienígena original. Una vez que el alma de Hotaru regresa, sin embargo, la criatura es destruida casi por completo por la energía emanada de la primera transformación de la niña como Sailor Saturn. Después de esto, una moribunda Mistress 9 es regresada, junto con su amo Faraón 90, a su agonizante planeta natal (Tau); en espera de una segura muerte próxima.
- Primer anime

En Sailor Moon S (la cual es la tercera temporada del primer anime), "Mistress 9" es conocida como "el enviado del mal" o "mesías del silencio"; el ser elegido por los extraterrestres para utilizar la copa lunar y servirse de sus poderes para traer al gigantesco Faraón 90 al planeta Tierra. Hacia el final de la temporada, Mistress 9 roba el Cristal de Corazón Puro de Chibiusa (Rini). Esto le otorga finalmente la fuerza necesaria para controlar totalmente el cuerpo de Hotaru y enfrentarse a las Sailor Senshi. Tras engañar a Sailor Moon para quitarle la Copa Lunar, es al fin capaz de cumplir con su misión y traer a la Tierra a su amo. Después de esto, sin embargo, la personalidad de Hotaru resurge dentro de su cuerpo para expulsarla; usando su propio poder como Sailor Saturn para destruirla definitivamente.

### Germatoid / Souichi Tomoe
Souichi Tomoe (土萠 創一 Tomoe Sōichi?), a veces también llamado por el nombre de su alter ego alienígena, "Germatoid" (ゲルマトイド Gerumatoido?), es un genetista de cabello blanco y gafas; que casi siempre viste un guardapolvo de laboratorio. Los otros personajes se refieren a él simplemente como "el profesor Tomoe". Tiene una asistente llamada Kaolinite y única hija de doce años, Hotaru, a la que crio desde la muerte de su esposa Keiko. Él es el fundador y director del Colegio Mugen, así como líder de los Death Busters. Aparece por primera vez en el acto 25 del manga original (equivalente al acto 28 en la edición renovada), en el episodio 90 de Sailor Moon S en el primer anime, y en el episodio 29 de Sailor Moon Crystal.
La misión del profesor Tomoe consiste en ayudar a los extraterrestres a infiltrarse en la Tierra, con el fin de preparar la conquista del planeta a manos de un ser demoníaco alienígena, Faraón 90 (Pharaoh 90). Para este fin, debe también ayudarles a revivir a otro líder extraterrestre oculto dentro del cuerpo de su hija Hotaru, Mistress 9. Tomoe utiliza los huevos o semillas del mal que le han sido proporcionados por los alienígenas para crear monstruos "daimons" al servicio de los Death Busters. Estos monstruos asisten a Kaolinite y a las Brujas 5 en su tarea de reunir los elementos necesarios para proporcionar mayor poder y fuerza a Faraón 90 y a Mistress 9. 
El propio Tomoe, por su parte, posee una especie de alter ego extraterrestre llamado Germatoid; el cual en el anime es de hecho una entidad separada de él, mientras que en el manga y en Sailor Moon Crystal es una segunda identidad alterna asumida por el propio personaje, en forma voluntaria.
- Manga

En el manga y en Sailor Moon Crystal, Tomoe vive con su hija Hotaru y su asistente, Kaori Knight ("Kaolinite"), en el interior del laboratorio de investigaciones del propio Tomoe. Este laboratorio se encuentra al lado del Colegio Mugen o Infinito.
Aquí, Tomoe es un científico inescrupuloso que fue expulsado de la comunidad científica ocho años atrás, a causa de sus experimentos genéticos ilegales. Finalmente, fundó la Academia de Infinity o Colegio Mugen, de la que pronto se convirtió en el director. Después de mudarse al barrio Infinito, donde estaba esta escuela, un incendio acabó con la vida de su esposa; dejando también al cuerpo de su hija totalmente destrozado. Aun así, Tomoe decidió hacerla parte de sus experimentos, tratando de "reparar" su cuerpo por medio de la colocación de dispositivos electrónicos; hasta que Hotaru quedó convertida en una especie de ciborg. Cuando Tomoe y Kaolinite estaban realizando este procedimiento, un relámpago cayó sobre el laboratorio, anunciando la llegada de Faraón 90. Es entonces cuando Tomoe se alía a Faraón 90 voluntariamente, y recibe de él los huevos de demonio para realizar nuevos experimentos. 
El trabajo del profesor Tomoe consiste principalmente en introducir los huevos de los extraterrestres, como si fueran parásitos, en el interior del cuerpo de un animal o una persona, que tarde o temprano se convierten en unos monstruos llamados "daimones". Él es quien, sin el conocimiento de Hotaru, introdujo en el cuerpo de ella uno de estos huevos, que lleva a Mistress 9 dentro. Luego usó otros huevos para crear a las Brujas 5, a quienes considera resultado de su trabajo más exitoso. Más tarde, se descubre que incluso hizo experimentos sobre sí mismo, convirtiéndose en un ser híbrido mitad alienígena y mitad humano, que se da a sí mismo el nombre de "Germatoid". Como dueño del colegio Mugen, Tomoe colabora con la alienígena Kaolinite; permitiendo que recolecte las almas de los estudiantes para Faraón 90. Al enterarse de una profecía según la cual tres talismanes traerían la ruina de todos ellos, deja el asunto a cargo de Kaolinite; para dedicarse a sus experimentos y luego al cuidado de Mistress 9. 
Cuando las Sailor Senshi llegan a enfrentarlo, revela su forma oculta de Germatoid y lucha contra Sailor Pluto, Uranus y Neptune, hasta que Sailor Moon lo destruye con su ataque Espiral Lunar del Corazón.
- Primer anime

En el primer anime, Souichi Tomoe vive con su hija Hotaru en una lujosa casa que parece ser una mansión. Se cuenta que años atrás, cuando Hotaru era pequeña, el laboratorio del profesor Tomoe sufrió una explosión donde murió su esposa y su hija resultó gravemente herida. La explosión había sido causada por un ser alienígena, "Germatoid", quien propuso a Tomoe salvar la vida de Hotaru; pero a cambio del control de los cuerpos de ellos dos. Desde entonces, tanto Hotaru como su padre han sido utilizados para alojar a dos seres extraterrestres que obedecen a Faraón 90. Hotaru lleva dentro de ella a la Dama 9 (Mistress 9), que está sumida en un profundo sueño del que despierta solo por momentos; mientras que Tomoe se halla bajo el completo dominio del propio Germatoid; quien realiza los planes de su amo Faraón 90 a través de él.
Estos planes incluyen encontrar tres objetos, llamados los talismanes legendarios, que supuestamente se encuentran ocultos dentro de los corazones de tres individuos humanos. Una vez que se consigan reunir los tres talismanes, estos harían aparecer un cuarto objeto, la Copa Lunar, cuyo poder puede traer a Faraón 90 a la Tierra. Para conseguir estos objetos Tomoe, bajo el control de Germatoid, envía a Kaolinite y a las Brujas 5 a atacar sucesivamente a numerosas personas, para revisar si dentro de ellos están dichos talismanes. También, haciendo uso de las semillas de demonio que recibió de Faraón 90, crea numerosas criaturas llamadas "daimones", para que asistan a Kaolinite y a las Brujas 5 en su tarea.
En el primer anime, este personaje resulta más bien humorístico, con gestos cómicos y melodramáticos. Nunca se especifica si los gestos son de Germatoid o de la personalidad reprimida del mismo Tomoe, ya que poco se sabe de su vida antes o después de la serie. Su personalidad normal se ve a veces, sin embargo, cuando revela que es un padre atento y afectuoso, distinto del ser que lo domina. Al final de la serie, cuando él ya ha sido liberado y Germatoid ha sido aniquilado por Sailor Uranus, se lo muestra en silla de ruedas en un hospital, sin recordar ninguna de sus actividades mientras estuvo con los Death Busters. 
Algún tiempo después el profesor Tomoe aparece en esta versión una vez más, al inicio de la última saga, Sailor Stars. En ese episodio, su última aparición en la serie, él es visto sin sus gafas, recuperado y ya libre de la silla de ruedas.

### Kaolinite
Kaolinite (カオリナイト Kaorinaito?, también conocida como "Yuka" en el doblaje de España o "Kaolinet" en el doblaje latino, su nombre real es "Kaori Kuromine"), es una mujer alta de cabello rojo quien es la fiel ayudante del profesor Tomoe. Su nombre proviene de un mineral llamado caolinita. Ella aparece por primera vez en el acto 24 del manga original (equivalente al acto 27 en la edición renovada), en el episodio 90 de Sailor Moon S en el primer anime, y en el episodio 27 de Sailor Moon Crystal. Como miembro de los Death Busters, ella es la primera integrante de la organización a quien le es encomendada la tarea de encontrar tres talismanes mágicos; los cuales pueden garantizar el éxito o fracaso de los planes de dos líderes extraterrestres conocidos como Faraón 90 y Mistress 9. 
Kaolinite muestra varios poderes durante la saga; entre los que se incluyen la habilidad de luchar por medio de ataques de energía y la capacidad de cambiar de forma.
- Manga

En el manga y en Sailor Moon Crystal, a diferencia del primer anime, se revela que Kaolinite no es una mujer completamente humana. Cuando el alienígena Faraón 90 llegó a la Tierra por medio de un relámpago, uno de los extraterrestres que lo acompañaban tomó posesión del cuerpo de Kaolinite; momento desde el cual ella se convirtió en una de sus principales servidoras. Kaolinite, a su vez, tiene a sus órdenes a las Brujas 5; seres híbridos que también ocultan su parte demoníaca extraterrestre bajo una apariencia humana. Entre todas ellas, Kaolinite es la única superior en jerarquía; capaz de comunicarse directamente con el líder de su raza, Faraón 90. 
Aquí, Kaolinite no se burla de Hotaru; sino que a veces muestra preocupación por la niña. Sin embargo, no se sabe si esta preocupación es real o se debe a que Kaolinite no desea el despertar de Mistress 9 (la entidad escondida dentro de Hotaru), ya que ansía poder reemplazar a ésta como la nueva "compañera" de Faraón 90. Por su parte, Hotaru siente que la permanencia de la asistente de su padre en el hogar familiar es una señal de que ella no conoce su lugar. 
Kaolinite logra aprovecharse del profundo letargo de Mistress 9 para escalar en la jerarquía y ganarse el favor de Faraón 90 durante su ausencia. Cuando aparece por primera vez, ya ha conseguido el codiciado puesto de "magus" que le otorga gran autoridad, poderes y privilegios dentro de la organización de los Death Busters: en comparación con otros subordinados, por ejemplo, Kaolinite es la única que puede contactar directamente a su amo Faraón 90, así como utilizar un fragmento del cristal Taioron (la fuente de poder original de los Death Busters). El poder de ese fragmento le permite invocar daimones para combatir a sus enemigos, utilizar magia negra para revivir a las Brujas 5, así como también espiar a otros o predecir futuros eventos a través de una especie de arte adivinatoria; asistida por un espejo de agua. Una vez que tanto ella como Faraón 90 reciben una visión profética anunciando la existencia de tres talismanes que podrían traer el fin de su raza al despertar al dios de la ruina (es decir, a Sailor Saturn), Kaolinite asume entonces la tarea de buscarlos y destruirlos; además de la de conseguir almas humanas que les sirvan de sustento a los miembros de su raza.
Ella es la última en verse frente a frente con las Sailor Senshi; luego de la muerte de sus servidoras, las Brujas 5 (Eudial, Viluy, Mimete, Tellu y Cyprine). Las cuatro primeras de este grupo habían sido enviadas por Kaolinite a recolectar almas para Faraón 90. Como las Sailor Senshi sucesivamente las eliminaron, Kaolinite finalmente convoca a la última y más poderosa de todas, Cyprine, y le ordena deshacerse de ellas personalmente. Cuando Cyprine es igualmente aniquilada, Kaolinite usa su magia negra para crear una especie de "muñecas animadas" con la apariencia de las Brujas 5, a las cuales envía después a atacar nuevamente a las Sailor Senshi. Sin embargo, Sailor Neptune se da cuenta de la treta y guía a sus compañeras hacia donde se oculta Kaolinite, donde ésta es tomada por sorpresa y derrotada. 
- Primer anime

En esta versión Kaolinite es una mujer que está secretamente enamorada del profesor Tomoe; razón que la lleva a unirse a los Death Busters y a intentar hacer todo lo posible para ganarse su favor. En el primer anime, Kaolinite obedece a Mistress 9 (la entidad oculta dentro de Hotaru Tomoe), para obtener la aprobación del profesor. En cambio, con frecuencia provoca y se burla de la propia Hotaru. Por otra parte, solo demuestra una relación superficial y un cierto desprecio mutuo hacia las otras subordinadas de Tomoe, las Brujas 5; a quienes solo ve como rivales que le disputan su atención.
Bajo las órdenes de Tomoe, Kaolinite es la primera en salir a buscar las tres víctimas humanas en cuyas almas o "corazones puros" se esconden los tres talismanes necesarios para guiar a Faraón 90 hasta la Tierra. Por lo tanto, es la primera de estos villanos en usar daimones para atacar a personas inocentes de manera sucesiva, lastimando sus almas y sus cuerpos solo para revisar el interior de sus "corazones". Este proceder la lleva a tener varios enfrentamientos con Sailor Moon y las Sailor Senshi. Más adelante, la propia Kaolinite empieza también a luchar, con los poderes que ha recibido de los extraterrestres; entre los que se encuentran la capacidad de usar su propio cabello como un arma, la levitación y la teletransportación. Luego de un evento que parecía haberle provocado la muerte, desaparece por algún tiempo hasta casi el final de la saga; cuando repentinamente Kaolinite reaparece con vida, siguiendo las órdenes de Mistress 9. Una vez que ella consigue fortalecer a Mistress 9 por medio de la energía robada al cristal del corazón puro de Chibiusa, ésta repentinamente elimina a Kaolinite; explicando que los extraterrestres ya "no necesitan más de su ayuda".

### Brujas 5
Las Brujas 5 (ウィッチーズ Uitchizu 5?) son un grupo de antagonistas de la serie de Sailor Moon. Trabajan en conjunto con los Death Busters. En el manga están subordinadas a las órdenes de otra bruja de nivel superior, Kaolinite. Las Brujas 5 se llaman: "Eudial", "Mimete", "Tellu", "Viluy" y "Cyprine (& Ptilol)". Las Brujas 5 son un grupo de mujeres que forman parte de la organización de los Death Busters. Esta organización se dedica a realizar los planes de un ser llamado "Pharaoh 90 (o Faraón 90)", un demonio extraterrestre que desea apoderarse del planeta Tierra. Las Brujas 5 se hacen pasar por simples estudiantes y profesoras en el colegio Mugen, donde los Death Busters tienen su base de operaciones en un laboratorio subterráneo en el que realizan experimentos secretos. Ellas y su superior, Kaolinite, colaboran con el creador de la organización de los Death Busters, el profesor Tomoe, para cumplir los deseos de Faraón 90 así como de su "segunda al mando", Mistress 9. Para realizar su labor, se sirven de la ayuda de unos monstruos llamados "Daimons". Estos son creados en el laboratorio del profesor Tomoe, a partir de las semillas o huevos de demonio que han traído los extraterrestres.

### Daimons
Los "Daimons" o "Daimones" (ダイモーン Daimon?, conocidos como "Demonios" o "Dimones" en algunos doblajes), un término que se deriva de los daimons de la mitología griega, es el nombre que reciben algunos de los miembros de la raza demoníaca extraterrestre subordinada a Faraón 90, la cual llegó secretamente a la Tierra en forma de "huevos" o "semillas" recibidos por el Profesor Tomoe. Aunque algunos de los extraterrestres son capaces de adueñarse, por sí mismos, de los cuerpos de seres humanos (total o parcialmente), la historia tiende a mostrar al resto (los llamados "daimones") como un tipo vagamente diferente. En casi todas las versiones de la obra, los daimones están conectados con los "experimentos" que Tomoe realiza para los alienígenas, ya sea para convertirlos en huevos capaces de fusionarse con un objeto y adquirir una forma humanoide (como ocurre en Sailor Moon S) o como criaturas implantadas en cuerpos humanos para poder infiltrarse en el mundo terrestre (en el manga y en Crystal). Luego de esto, varios de los "daimons" son empleados por Kaolinite y algunas de las Brujas 5, quienes los usan para atacar a varias personas de Tokio y recolectar sus "almas" o "corazones puros"; mientras combaten contra la interferencia de Sailor Moon y las Sailor Senshi. 
En la interpretación del anime de los años 90, aunque algunos daimones como "Germatoid" son capaces de adueñarse de cuerpos humanos, la mayoría de los daimones surge de unos capullos llamados las "semillas del Demonio", mismas que pueden tanto implantarse directamente en diferentes objetos como también fusionarse con ellos dentro del "horno" especial diseñado por el Profesor Tomoe. Una vez que logran unirse a un objeto, los daimons pueden tomar formas asociadas con el mismo, pero antropomorfas e individualizadas. Si una semilla se abre sin fusionarse con algún objeto, por el contrario, el daimon solo logra adquirir una forma humanoide hecha de una sustancia roja, similar a la gelatina. Los daimones del primer anime son empleados por Kaolinite, Eudial y Mimete para atacar a sus víctimas y extraer sus corazones puros.
En las versiones del manga y Crystal (donde todos los extraterrestres tratan de adquirir forma humana, invadiendo los cuerpos de personas al azar) los "daimones" tienen, en cambio, el aspecto de criaturas amorfas, como resultado de los experimentos "fallidos" del profesor Tomoe al implantar los huevos de los extraterrestres dentro de un humano o un animal. Las Brujas 5, en contraste, son híbridos experimentales descritos como "perfectos" (es decir, intentos exitosos), quienes poseen la facultad (al igual que Kaolinite, Mistress 9 y "Germatoid") de alternar entre su forma humana y extraterrestre, voluntariamente.